# A Maior Aventura
"A Maior Aventura" é um single da banda de rock alternativo Tanlan, lançado em 2015 pela gravadora Sony Music.
Como prévia de um futuro disco, a banda divulgou, anteriormente ao lançamento digital do single, sua versão em videoclipe nas plataformas Vevo. As imagens foram gravadas no Jóquei Clube da cidade de Porto Alegre, em Rio Grande do Sul, com direção de vídeo de Mateus Raugust. A capa da canção também foi fotografada no mesmo local.
A canção traz a temática do amor como o desafio e sentido para a vida humana.
"A Maior Aventura" foi regravada para o álbum ACALMANOCAOS, lançado em 2016.

## Faixas
1. "A Maior Aventura" - 5:19

## Ficha técnica
Banda
- Fábio Sampaio - vocal, guitarra
- Beto Reinke - guitarra, violão, teclados
- Tiago Garros - baixo
- Fernando Garros - bateria

Equipe técnica
- Rodrigo Del Toro - mixagem e masterização[5]